# Владимир Петкович
Владимир Петкович (на бошняшки: Vladimir Petković) е бивш босненски футболист и настоящ треньор.

## Кариера

### Кариера като футболист

#### В Югославия
Петкович започва кариерата си във ФК Сараево, но не успява да се наложи в стартовия състав, вследствие от което през 1984 се премества във втородивизионня Рудар. След една година се завръща във ФК Сараево, с който става шампион на Югославия, но и този път не успява да се наложи в отбора. Следва едногодишен период във втородивизионния Копер, който в следващия сезон завършва последен и изпада.

#### В Швейцария
През 1987 семейството му емигрира в Швейцария, където той се присъединява към втородивизионния Хур. След един успешен сезон, Петкович се присъединява към елитния Сион, с който печели бронзов медал от първенството. След успешния сезон последва ново преминаване в долните дизивии, където до края на активната си кариера се радва на редовни игри. Приключва кариерата си като играещ треньор в Белиндзона.

### Треньорска кариера
След оттеглянето си, Петкович се захваща с треньорство, а първата му работа е в Белиндзона през 1997. През 2005 се завръща в Белиндзона и под негово ръководство през 2008 отборът стига до финал за Купата на страната, където губи Базел. След финалът за Купата, Петкович поема амбициозния тим на Йънг Бойс, с който обаче не успява да стане шампион и през 2011 е уволнен. В началото на следващия сезон е обявен за треньор на турския Самсунспор, но се задържа на поста само до януари 2012, след което е уволнен. Няколко месеца по-късно е избран за временен треньор на Сион. На 2 юни 2012 президентът на Лацио Клаудио Лотито обявява, че Петкович ще бъде новият треньор на отбора. Начело на Лацио Петкович записва големи успехи, като достига до 1/4-финалите в Лига Европа и печели Купата на Италия през 2013. На 23 декември същата година швейцарската федерация обявява, че след края на Мондиал 2014 Петкович ще замени Отмар Хицфелд, вследствие на което 10 дни по-късно Клаудио Лотито го уволнява. В Европейските квалификации швейцарският национален отбор записва 7 победи и 3 загуби и се класира на второ място в квалификационната си група.

## Успехи

### Като футболист
ФК Сараево
- Шампион на Югославия (1): 1984/85

### Като треньор
Малкантоне Ано
- Шампион на четвърта швейцарска дивизия (1): 2002/03

 Лацио
- Носител на Купата на Италия (1): 2012/13